# Harpegnathos
Harpegnathos é um gênero de insetos, pertencente a família Formicidae.

## Espécies
- Harpegnathos empesoi Chapman, 1963
- Harpegnathos hobbyi Donisthorpe, 1937
- Harpegnathos macgregori Wheeler & Chapman, 1925
- Harpegnathos medioniger Donisthorpe, 1942
- Harpegnathos pallipes (Smith, 1858)
- Harpegnathos saltator Jerdon, 1851
- Harpegnathos venator (Smith, 1858)